# Pierdomenico Baccalario
Pierdomenico Baccalario, noto anche con lo pseudonimo di Ulysses Moore (Acqui Terme, 6 marzo 1974), è uno scrittore e sceneggiatore italiano, autore di romanzi d'avventura per ragazzi.

## Biografia
Baccalario si è laureato in giurisprudenza con una tesi riguardante internet e i diritti di proprietà intellettuale.
Ha pubblicato il suo primo romanzo nel 1999 con Tommaso Percivale e, negli anni duemila, è diventato uno dei più prolifici autori italiani di romanzi per ragazzi pubblicando numerosi best seller per i principali gruppi editoriali italiani. Alcune delle sue opere sono state tradotte in oltre 20 lingue. Tra le sue numerose serie di romanzi, spesso fantasy, alcune delle quali scritte in collaborazione con altri autori, la più nota è quella scritta con lo pseudonimo di Ulysses Moore, pubblicata da Piemme nella collana Il Battello a Vapore a partire dal 2004.
Baccalario ha vinto il Premio Battello a Vapore nel 1998 con il romanzo La strada del guerriero.
Oltre all'attività di scrittore e giornalista, ha lavorato come sceneggiatore per serie animate che sono state trasmesse in più di 100 Paesi.
Dal 2005 al 2008 ha fatto parte della giuria del Best of Show, il premio ludico assegnato ogni anno da Lucca Comics & Games, di cui è stato anche presidente. Nel maggio 2011 ha vinto la XII edizione del premio letterario Terre del Magnifico con il romanzo Cyboria. Il risveglio di Galeno, scelto da una giuria di ragazzi della fascia di 12-14 anni dell'Istituto comprensivo di Cortemaggiore (PC).
Collabora con il quotidiano La Repubblica, nelle pagine di cultura, e con il Corriere della Sera, scrivendo sul periodico La Lettura. Nel 2014 si è stabilito con la famiglia nel Regno Unito.
Dal 2016 è uno dei responsabili del programma della nuova Fiera dell'editoria di Milano, Tempo di Libri.
Collaborerà poi al libro La bella stagione di Gianluca Vialli e Roberto Mancini e successivamente alla sceneggiatura dell’omonimo docu-film del 2022. A inizio 2024, a un anno dalla morte di Vialli, viene pubblicato il libro Le cose importanti con diversi racconti dell'ex calciatore raccolti dal regista Marco Ponti e Pierdomenico Baccalario durante le riprese de La bella stagione; il ricavato sosterrà la Fondazione Vialli e Mauro per il progetto "MOMALS" (monitoraggio e analisi multi-omica della SLA) dei Centri Clinici NeMO di Milano e Arenzano.

## Opere

### Romanzi

#### Romanzi singoli
- Pierdomenico Baccalario e Tommaso Percivale, LB, Acqui Terme, Percy Entertainment, 1999, ISBN 978-8887696011
- La strada del guerriero, Casale Monferrato, Piemme, 2002, ISBN 88-384-3748-3
- La Bibbia in 365 racconti, Milano, Paoline, 2004, ISBN 88-315-2734-7
- Bugs Bunny il coniglio più famoso del mondo, Milano, Mondadori, 2005
- La mosca di rame, Milano, Paoline, 2005, ISBN 88-315-2849-1
- L'ombra del corvo, Casale Monferrato, Piemme, 2005, ISBN 88-384-3753-X
- I mastrodonti, Milano, Paoline, 2006, ISBN 88-315-3150-6
- La ragazza di Berlino, Casale Monferrato, Piemme, 2007, ISBN 9788838476457
- Pierdomenico Baccalario e Elena Peduzzi, Pesci volanti, Roma, Fanucci, 2007, ISBN 978-88-347-1321-1
- Pierdomenico Baccalario e Elena Peduzzi, Amaro dolce amore, Roma, Fanucci, 2008, ISBN 978-88-347-1383-9
- Pierdomenico Baccalario, Enzo d'Alò e Gaston Kaborè, Il principe della città di sabbia, Milano, Mondadori, 2008, ISBN 978-88-04-58400-1
- Il popolo di Tarkaan, Casale Monferrato, Piemme, 2009, ISBN 978-88-566-0468-9
- Il codice dei re, Milano, Piemme, 2010, ISBN 978-88-566-1242-4
- La bambina che leggeva i libri, Roma, Fanucci, 2010, ISBN 978-88-347-1586-4
- Lo spirito del vento, Trento, Reverdito, 2010, ISBN 978-88-7978-173-2
- La moglie che morì due volte, Milano, Edizioni Ambiente, 2011, ISBN 978-8866270102
- La vera storia di Capitan Uncino, Milano, Piemme, 2011, ISBN 978-88-566-1775-7
- Lo spacciatore di fumetti, San Dorligo della Valle, Einaudi Ragazzi, 2011, ISBN 978-88-7926-893-6
- Pierdomenico Baccalario e Davide Morosinotto, Maydala Express, Casale Monferrato, Piemme, 2011, ISBN 978-88-566-1749-8
- Volevo solo giocare a calcio: Vera storia di Adriano Ferreira Pinto, Milano, Mondadori, 2011, ISBN 978-88-04-60524-9
- I cavalieri della tavola calda, San Dorligo della Valle, Edizioni EL, 2012, ISBN 978-88-477-2938-4
- T.Y.P.O.S. 0.1 Verità, Roma, Fanucci, 2012, ISBN 9788834719275
- L'ombra di Amadeus, Casale Monferrato, Piemme, 2013, ISBN 978-8856635300
- Nella Bibbia ho incontrato, Cinisello Balsamo, San Paolo, 2013, ISBN 978-88-215-7761-1
- Pierdomenico Baccalario, Simona Mulazzani e Alessandro Gatti, Storia di Goccia e Fiocco, Milano, Il Castoro, 2013, ISBN 978-88-8033-732-4
- Il pane del cielo, Cinisello Balsamo, San Paolo, 2014, ISBN 978-88-215-9117-4
- La moneta maledetta, Cinisello Balsamo, San Paolo, 2014, ISBN 978-88-215-7841-0
- L'oscuro richiamo, Milano, Piemme, 2014, ISBN 978-88-566-3635-2
- Tutti i giorni sono dispari, Milano, Sperling & Kupfer, 2014, ISBN 978-88-200-5615-5
- Un drago in salotto, Milano, Salani, 2014, ISBN 978-88-6715-727-3
- Come fondai l'Explorer Club, Milano, Mondadori, 2015, ISBN 978-88-04-65561-9
- Il quinto segno, Milano, Mondadori, 2015, ISBN 978-88-04-65764-4
- Pierdomenico Baccalario e Jacopo Olivieri (con il collettivo Book On A Tree), Il Grande Libro degli Oggetti Magici, Milano, Il Castoro, 2016, ISBN 978-88-6966-121-1
- Il manuale delle 50 avventure da vivere prima dei 13 anni, Milano, Il Castoro, 2016, ISBN 978-88-6966-047-4
- Le volpi del deserto, Milano, Mondadori, 2018, ISBN 978-88-04-67067-4
- Hoopdriver, Milano, Mondadori, 2021, ISBN 978-88-04-73472-7
- La rivincita dei matti, Milano, Mondadori, 2022, ISBN 978-88-04-75168-7
- Il Grande Manca, Il Castoro, 2023, ISBN 978-88-04-75168-7
- Il grande Colpo di Crimson City, scritto con Davide Morosinotto, Salani 2023, ISBN 978-88-31-00390-2

#### Serie di Cyboria
Serie di romanzi di fantascienza per ragazzi pubblicata da De Agostini.
- Cyboria. Il risveglio di Galeno,  Novara, De Agostini, 2009, ISBN 978-88-418-5801-1
- Cyboria. Ultima fermata: Fine del mondo, Novara, De Agostini, 2011, ISBN 978-88-418-6797-6
- Cyboria. Il re dei lumi, Novara, De Agostini, 2013, ISBN 978-8841874998

#### La Clessidra
Serie di romanzi fantasy per ragazzi pubblicata da De Agostini.
- Verso la nuova frontiera, 2002
- Al di là degli oceani, 2002
- Il mistero dell'Everest, 2002
- Il signore dell'orda, 2002
- La fortezza degli angeli, 2003
- La regina della tavola rotonda, 2004

#### Candy Circle
Serie di romanzi per ragazzi in collaborazione con Alessandro Gatti, pubblicata da Mondadori.
- Pronti... partenza... crash!, 2005
- Attenti al guru!, 2005
- Salsicce e misteri, 2005
- Tutti addosso al drago rosso!, 2005
- Quando il bomber fa cilecca..., 2005
- Pecore alla deriva, 2005
- Faccia di menta, 2006
- Chi ha paura del Candy Circle?, 2006
- Paura a Gravenstein Castle, 2006
- Il tempio degli scorpioni di smeraldo, 2008

#### Century
Serie di romanzi per ragazzi, pubblicata da Piemme.
- L’anello di fuoco, 2006
- La stella di pietra, 2007
- La città del vento, 2007
- La prima sorgente, 2008

#### Will Moogley Agenzia Fantasmi
Serie di romanzi fantasy per ragazzi composta da sette romanzi, pubblicata da Piemme nella collana Il Battello a Vapore.
- Hotel a cinque spettri, 2008
- Una famiglia... da brivido, 2008
- Il fantasma del grattacielo, 2009
- Anche i fantasmi tremano, 2009
- Un mostro a sorpresa, 2009
- Il re del brivido, 2010
- Terrore in casa Tupper, 2010

#### I Gialli di Vicolo Voltaire
Serie di romanzi gialli per ragazzi in collaborazione con Alessandro Gatti, pubblicata da Piemme.
- Un bicchiere di veleno, 2009
- Non si uccide un grande mago, 2009
- Lo strano caso del ritratto fiammingo, 2010
- Vacanza con delitto, 2010
- La baronessa nel baule, 2010
- Il mistero del quaderno cinese, 2011
- Lo scheletro sotto il tetto, 2011

#### La Bottega Battibaleno
Serie di romanzi per ragazzi, pubblicata da Piemme ne Il Battello a Vapore.
- Una valigia di stelle, 2012
- La bussola dei sogni,2012
- La mappa dei passaggi, 2013
- La ladra di specchi, 2013

#### The Lock
Serie di romanzi per ragazzi, pubblicata da Piemme ne Il Battello a Vapore.
- I guardiani del fiume, 2015
- Il patto della luna piena, 2015
- Il rifugio segreto, 2015
- La corsa dei sogni, 2015
- La sfida dei ribelli, 2015
- Il giorno del destino, 2016

#### The Golden Legend
Serie di romanzi per ragazzi, pubblicata da Edizioni San Paolo. 
- L'avversario, 2016
- Il testimone, 2016
- La cacciatrice, 2016

#### Le sciagurate imprese di Riccardo Cuor di Cardo
Serie di romanzi per ragazzi, pubblicata da Edizioni EL.
- L'eroe di Rocca Fangosa, 2013
- Il brigante Mascalzucco, 2013
- Al torneo di Montebavoso, 2013
- Il crociato raffreddato, 2013
- L'assedio di Rocca Fangosa, 2014
- Alla ricerca della Spada Zamberlana, 2014

#### Ciccio Frittata
Serie di romanzi per ragazzi in collaborazione con Alessandro Gatti, pubblicata da Edizioni EL.
- Ciccio Frittata, 2012
- Ciccio Frittata e l'Emergenza Fetonte, 2013
- Ciccio Frittata e il diluvio condominiale, 2014
- Ciccio Frittata e l’Operazione Acchiappagatto, 2015

#### The Academy
Serie di romanzi per ragazzi in collaborazione con Davide Morosinotto, sotto lo pseudonimo comune di Amelia Drake, pubblicata da Rizzoli.
- The Academy. Libro primo, 2015
- The Academy. Libro secondo, 2015
- The Academy. Libro terzo, 2016
- The Academy. Libro quarto, 2018

#### I Classicini
Romanzi classici rivisitati da autori moderni, pubblicati da Edizioni EL.
- L'isola del tesoro di R.L Stevenson
- Il richiamo della foresta di J. London
- Il libro della giungla di R. Kipling
- Odissea di Omero
- Frankenstein di M. Shelley
- Don Chisciotte di M. de Cervantes

#### In poche parole
Grandi classici rivisitati da autori moderni, pubblicati da Edizioni EL.
- Madame Bovary di Gustave Flaubert
- Il maestro e Margherita di Michail Bulgakov, 2016

#### Che storia!
Episodi chiave della storia reinterpretati da grandi autori, pubblicati da Edizioni EL.
- Re Artù e i cavalieri della Tavola rotonda, 2016

#### Grandissimi
Grandi biografie scritte da giovani autori, pubblicati da Edizioni EL.
- Nefertiti, la regina che divenne faraone, 2015
- Einstein, genio senza confini, 2016
- Steve Jobs, l'uomo che ha dato l'anima al computer, 2016
- Leonardo da Vinci, l'uomo senza tempo, 2017

#### Gli Intrigue
Serie di romanzi mistery per ragazzi scritti con Alessandro Gatti e pubblicati da Piemme
- Un enigma blu zaffiro, 2018
- Un imbroglio nero petrolio, 2018
- Una lettera rosso sangue, 2019

I Maghi Raminghi
- Il torneo del re del mondo, 2019
- L'incantatore di Varanasi, 2019
- I sette bracciali, 2020

### Antologie
- Sanctuary, 2009, Asengard Editore
- Ti Racconto una storia, 2012, Piemme
- Parole fuori, 2013, Il Castoro
- Le 23 Regole per diventare scrittori, 2016, Mondadori (con Alessandro Gatti)
- Identici, 2019, Salani

### Divulgazione
- Passaggio a Nord-Est, La vita avventurosa di Giacomo Bove, 2003, S.E. Acqui Terme (con Andrea Canobbio)
- Focus, Le più incredibili curiosità sugli animali, Mondadori
- Focus, Le più incredibili curiosità della natura selvaggia, Mondadori
- Focus Junior. Tutti i più incredibili misteri dell'universo, Mondadori
- Focus Junior. Le più incredibili curiosità su cani, gatti & co., Mondadori
- Focus Junior. Le più incredibili curiosità sugli sport, Mondadori
- Focus, Invenzioni e scienziati pazzi, 2006, Mondadori
- Focus, Mostri e creature orripilanti, 2006, Mondadori
- Focus, Tesori perduti, 2006, Mondadori

### Sceneggiature
- Zombie Family, Pixel Dna
- Candy Circle episodio 0 (con Alessandro Gatti ed Enzo d'Alò)